# Сонячне затемнення 2 серпня 2027 року
Сонячне затемнення 2 серпня 2027 — повне сонячне затемнення 136 сароса, повну фазу якого можна буде спостерігати на території Іспанії, Африки, Саудівської Аравії, Ємену і Сомалі. Часткові фази затемнення будуть видні в Північній Америці, в Європі, в Африці та в південно-західній Азії. Найкращим місцем спостереження буде Луксор, Єгипет.
Це затемнення є повторенням через сарос повного сонячного затемнення 22 липня 2009 року. Наступне затемнення даного сароса відбудеться 12 серпня 2045 року.
Основні населені пункти, де можна буде спостерігати повне затемнення
| Населений пункт | Час UTC  | Η☉    | Тривалість |
| Кадіс           | 08:46:41 | 37,4° | 2 м 51 с   |
| Танжер          | 08:46:57 | 37,9° | 4 м 50 с   |
| Таріфа          | 08:47:17 | 38,1° | 4 м 38 с   |
| Гібралтар       | 08:47:37 | 38,4° | 4 м 28 с   |
| Сеута           | 08:47:37 | 38,5° | 4 м 48 с   |
| Марбелья        | 08:48:18 | 38,8° | 3 м 15 с   |
| Оран            | 08:53:26 | 43,4° | 5 м 08 с   |
| Сфакс           | 09:11:27 | 56,2° | 5 м 40 с   |
| Бенгазі         | 09:30:44 | 67,8° | 6 м 09 с   |
| Асьют           | 09:59:46 | 80,6° | 6 м 07 с   |
| Луксор          | 10:05:07 | 81,8° | 6 м 20 с   |
| Халаїб          | 10:19:03 | 79,7° | 5 м 11 с   |
| Джидда          | 10:25:11 | 76,4° | 5 м 56 с   |
| Мекка           | 10:26:28 | 75,5° | 5 м 07 с   |
| Сана            | 10:45:13 | 67,0° | 2 м 01 с   |
| Босасо          | 10:59:58 | 57,9° | 3 м 47 с   |